# Jaroslavskij rajon
Lo Jaroslavskij rajon (in russo Ярославский район?) è un rajon dell'Oblast' di Jaroslavl', nella Russia europea; il capoluogo è Jaroslavl'. Ricopre una superficie di 1.936,7 chilometri quadrati.